# Metrischer Maßraum
In der Mathematik ist ein metrischer Maßraum oder mm-Raum (engl.: metric measure spaces) ein Begriff aus der nicht-glatten Analysis, mit dem unter anderem Degenerationen riemannscher Mannigfaltigkeiten erfasst werden.
Ein metrischer Maßraum oder mm-Raum {\displaystyle (X,d_{X},\mu _{X})} besteht aus einer Menge {\displaystyle X} mit einer vollständigen, separablen Metrik {\displaystyle d_{X}} und einem borelschen Wahrscheinlichkeitsmaß {\displaystyle \mu _{X}\colon {\mathcal {B}}\to [0,1]}, wobei {\displaystyle {\mathcal {B}}} die borelsche σ-Algebra bezeichnet. 
Zwei metrische Maßräume {\displaystyle X} und {\displaystyle Y} sind mm-isomorph, wenn es eine Isometrie {\displaystyle f\colon \operatorname {supp} (\mu _{X})\to \operatorname {supp} (\mu _{Y})} mit Bildmaß {\displaystyle f_{*}\mu _{x}=\mu _{Y}} gibt.
Eine riemannsche Mannigfaltigkeit {\displaystyle M} mit dem riemannschen Abstand {\displaystyle d_{M}} und dem normierten Volumenmaß {\displaystyle \mu _{M}={\frac {\operatorname {vol} _{M}}{\operatorname {vol} _{M}(M)}}} ist ein metrischer Maßraum.